# مأموران شیلد
مأموران شیلد (به انگلیسی: Agents of S.H.I.E.L.D.) یک سریال تلویزیونی آمریکایی است که توسط جاس ویدون ساخته شده و از شبکه ای‌بی‌سی پخش می‌شود. این سریال بر اساس سازمان جاسوسی شیلد در کتاب‌های کمیک شرکت مارول کامیکس ساخته شده‌است. داستان این سریال حول شخصیت فیل کولسن مأمور سازمان شیلد می‌باشد. اولین قسمت این سریال در ۲۴ سپتامبر ۲۰۱۳ پخش گردید.
این سریال دارای ۷ فصل و ۱۳۶ قسمت می‌باشد. فصل ۶ این سریال در تابستان ۲۰۱۹ به روی آنتن رفت و فصل ۷ و آخر این مجموعه در تابستان سال ۲۰۲۰ پخش شد. هر فصل این سریال دارای ۲۲ قسمت به مدت زمان حدود ۴۳ دقیقه می‌باشد. (به جز فصل ۶ و ۷ که ۱۳ قسمت است)

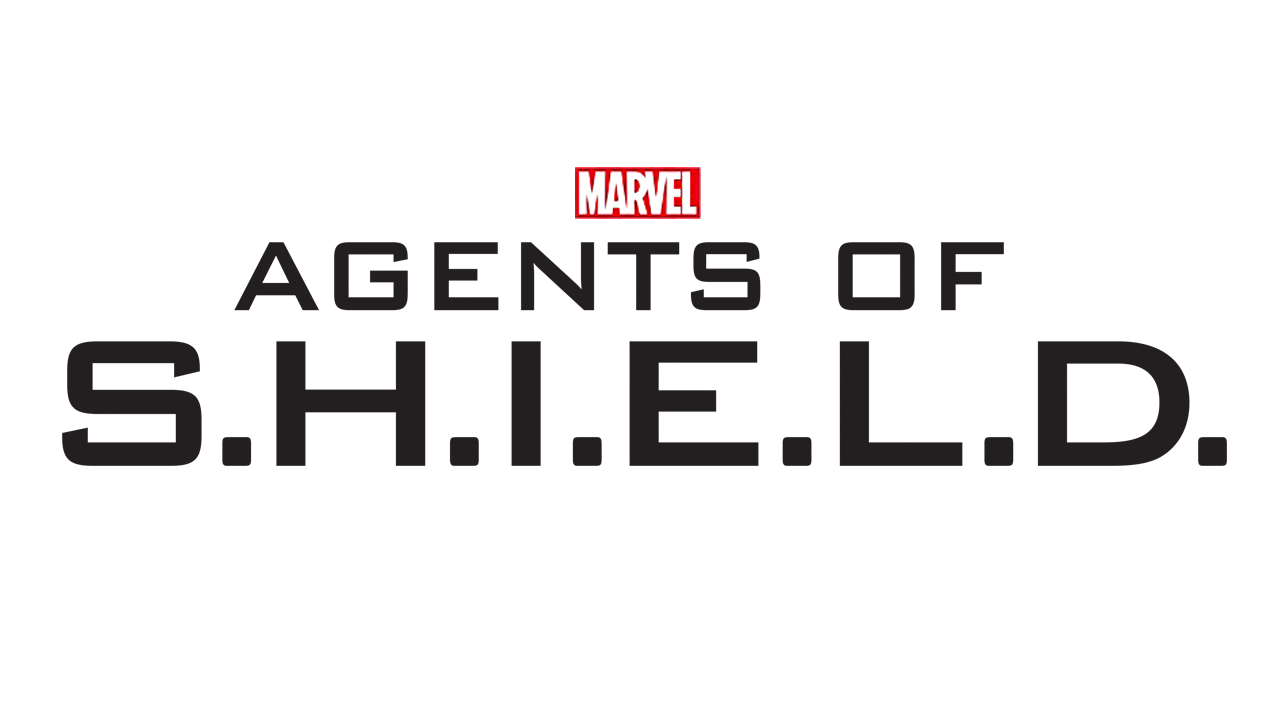
لوگو سریال مأموران شیلد

## خلاصه داستان
کلارک گرگ باری دیگر در نقش قدیمی اش بنام مأمور فیل کولسن حضور خواهد داشت و وی افرادی را از سراسر جهان برای حضور در گروهی ویژه جمع‌آوری می‌کند. این گروه در مورد نیروهای ناشناس، تاریک و فراطبیعی تحقیق می‌کند و همچنین از مردم عادی در برابر غیرعادی‌ها حفاظت می‌کند. اما این گروه زیر نظر سازمان جاسوسی به نام شیلد (به انگلیسی: S.H.I.E.L.D.) کار می‌کنند. کار اصلی این گروه و کلاً شیلد مبارزه با سازمان جاسوسی دیگری به نام هایدرا است که هدف هایدرا تحت تسلط گرفتن زمین است. گروه فیل کولسن شامل افرادی مانند مأمور گرنت وارد (Grant Ward)(به‌طور ویژه در زمینه‌های جاسوسی و رزمی، مأمور ملیندا می (Melinda May) خلبان متخصص و هنرمند رزمی، مأمور لئو فیتز (Leo Fitz) یک مهندس مکانیک به تمام معنا و در آخر مأمور جما سیمونز (Jemma Simmons) یک نابغه در زمینه‌های شیمی و زیست‌شناسی، می‌باشند. در این گروه نابغه‌ها و بهترین‌ها یک همکار جدید نیز بنام اسکای (Skye) هم حضور دارد که وظیفهٔ هکری و مدیریت کامپیوترها را بر عهده دارد. به مرور و در فصل‌های بعد بازیگران و شخصیت‌های متنوعی به سریال پیوستند یا از آن جدا شدند.

## بازیگران و شخصیت‌ها
مقاله اصلی: فهرست شخصیت‌های سریال مأموران شیلد
- کلارک گرگ در نقش فیل کولسن:

یک مأمور سطح بالای شیلد است که بر بسیاری از عملیات‌های میدانی نظارت می‌کند. فیل کولسن در فیلم سینمایی انتقام جویان ۲۰۱۲ به قتل رسید. در آوریل ۲۰۱۳ کلارک گرگ بعد از شنیدن توضیحات ویدن، کارگردان سریال، در مورد احیای کولسن تصمیم گرفت تا در نقش فیل کولسن در سریال مأموران شیلد بازی کند.
گرگ می‌گوید: شخصیت کولسن بعد از احیا تغییر کرده‌است، اما احتمالاً نمی‌دانسته (کولسن) چقدر تغییر کرده‌است.
- مینگ نا وِن در نقش ملیندا می:

خلبان متخصص، هنرمند رزمی شیلد و مأمور ویژه که با نام مستعار «سواره نظام» شناخته می‌شود. در لیست کاراکترهایی که جاس ویدون تهیه کرده بود نام مأمور Althea Rice به چشم می‌خورد. اما بعد از انتخاب مینگ نا ون برای سریال این نام به مأمور ملیندا می تغییر کرد.
- برت دالتون در نقش گرنت وارد / کندو:

وارد نفوذی هایدرا در شیلد بود. گرنت وارد یک مأمور چریکی حرفه ای است. در طرح کلی سریال تصمیم گرفته شده بود که او یک شخصیت خیانتکار باشد، بر اساس توضیحات جاس ویدون آنها می‌خواستند با نفوذ بر پایه خیانت در مقیاس کوچک باعث اتفاق افتادن چیزی در یک مقیاس بزرگ شوند و ظاهر سازی هایدار را برای کاراکترها بیشتر شخصی کنند.
گرنت وارد در فصل سه توسط کولسن کشته شد اما بدن او میزبان یک ناانسان اولیه به نام کندو شد.
دالتون در فصل چهار به سریال بازگشت تا در نقش گرنت وارد در فریمورک ایفای نقش کند.
- کلویی بنت در نقش اسکای (Skye) / دیزی جانسون / کوئیک (Quake) / نابودگر دنیاها:

مأمور شیلد، ناانسان وهکر. اویک هکر بود که به استخدام شیلد درآمد و در فصل دوم به ناانسان تبدیل شد. قدرت ویژه او ایجاد موج لرزشی و زمین لرزه است. در فصل دوم با پیدا کردن پدرش به نام اصلیش پی برد. تا قبل از آن نام این کاراکتر اسکای و پس از آن نامش به دیزی جانسون تغییر کرد. در پی اتفاقاتی که در فصل سوم رخ داد مردم به او لقب کوئیک دادند. در فصل پنجم نیز لقب نابودگر دنیاها را از آن خود کرد. این لقب پیش از این نزد شخصیت دیگری به نام گراویتون بود.
- ایان د کسکر در نقش لئو فیتز / دکتر:

یک مأمور شیلد، مهندس مکانیک تمام عیار و متخصص ساخت سلاح است. د کست‌تکر در توصیف کاراکترش می‌گوید: او در مورد کاری که انجام می‌دهد احساساتش را بروز نمی‌دهد. فیتز و سیمونز (یکی دیگر از کاراکترها) در طول سریال روابط دوطرفه زیادی باهم دارند.
- الیزابت هنستریج در نقش جما سیمونز:

مأمور شیلد، شیمیدان و زیست‌شناس و متخصص در بیولوژی انسان‌ها و فضایی‌ها. هنستریج در توصیح کاراکترش می‌گوید: او یک دانشمند و متمرکز بر کارش است … او رابطه شگفت‌انگیزی با فیتز دارد.

## قسمت‌ها
| فصل | قسمت‌ها | قسمت‌ها | تاریخ اصلی روی آنتن رفتن | تاریخ اصلی روی آنتن رفتن | Rank | میانگین تماشاگران (in millions inc. DVR) |
| فصل | قسمت‌ها | قسمت‌ها | اولین بار                | آخرین بار                | Rank | میانگین تماشاگران (in millions inc. DVR) |
| --- | ------ | ------ | ------------------------ | ------------------------ | ---- | ---------------------------------------- |
| ۱   | ۲۲     | ۲۲     | ۲۴ سپتامبر ۲۰۱۳          | ۱۳ مه ۲۰۱۴               | ۴۳   | ۸٫۳۱                                     |
| ۲   | ۲۲     | ۲۲     | ۲۳ سپتامبر ۲۰۱۴          | ۱۲ مه ۲۰۱۵               | ۷۶   | ۷٫۰۹                                     |
| ۳   | ۲۲     | ۲۲     | ۲۹ سپتامبر ۲۰۱۵          | ۱۷ مه ۲۰۱۶               | ۸۵   | ۵٫۵۲                                     |
| ۴   | ۲۲     | ۲۲     | ۲۰ سپتامبر ۲۰۱۶          | ۱۶ مه ۲۰۱۷               | ۱۱۰  | ۴٫۲۲                                     |
| ۵   | ۲۲     | ۲۲     | ۱ دسامبر ۲۰۱۷            | ۱۸ مه ۲۰۱۸               | ۱۳۳  | ۳٫۵۷                                     |
| ۶   | ۱۳     | ۱۳     | ۱۰ مه ۲۰۱۹               | ۲ اوت ۲۰۱۹               | —    | —                                        |
| ۷   | ۱۳     | ۱۳     | ۲۷ مه ۲۰۲۰               | ۱۲ اوت ۲۰۲۰              | —    | —                                        |

### فصل ۱ (۲۰۱۳–۲۰۱۴)
- فصل اول شروع داستان گروه فیل کولسن است و در ابتدا کولسن سعی می‌کند این گروه را تشکیل دهد و بلافاصله پس از تشکیل این گروه به مأموریت‌ها رسیدگی می‌کند. در اولین قسمت وسیله ای نمایش داده می‌شود که به هزارپا (سنتپید) گفته می‌شود. در قسمت‌های بعدی نشان داده می‌شود که این وسیله توانایی افزایش قدرت بدنی افراد را دارد و این وسیله در اصل برای خلق ابرسرباز است. قسمت‌های پایانی سریال هم به فیلم سینمایی کاپیتان آمریکا: سرباز زمستان ارتباط دارد که پشت صحنه سقوط شیلد را نمایش می‌دهد.

| شم. کلی | شم. در فصل | عنوان                | کارگردان        | نویسنده                             | تاریخ انتشار اصلی | ایالات متحده تعداد بیننده (میلیون) |
| ------- | ---------- | -------------------- | --------------- | ----------------------------------- | ----------------- | ---------------------------------- |
| ۱       | ۱          | «مقدمه»              | جاس ویدون       | جاس ویدون، جد ویدون و ماریسا تنچرون | ۲۴ سپتامبر ۲۰۱۳   | ۱۲٫۱۲                              |
| ۲       | ۲          | «۰-۸-۴»              | David Straiton  | ماریسا تنچرون، جد ویدون و جفری بل   | ۱ اکتبر ۲۰۱۳      | ۸٫۶۶                               |
| ۳       | ۳          | «دارایی»             | Milan Cheylov   | جد ویدون و ماریسا تنچرون            | ۸ اکتبر ۲۰۱۳      | ۷٫۸۷                               |
| ۴       | ۴          | «جاسوسی جسم»         | روکسان داوسن    | جفری بل                             | ۱۵ اکتبر ۲۰۱۳     | ۷٫۸۵                               |
| ۵       | ۵          | «دختری با پوشش گل»   | Jesse Bochco    | Brent Fletcher                      | ۲۲ اکتبر ۲۰۱۳     | ۷٫۳۹                               |
| ۶       | ۶          | «FZZT»               | Vincent Misiano | Paul Zbyszewski                     | ۵ نوامبر ۲۰۱۳     | ۷٫۱۵                               |
| ۷       | ۷          | «مرکز»               | Bobby Roth      | Rafe Judkins & Lauren LeFranc       | ۱۲ نوامبر ۲۰۱۳    | ۶٫۶۷                               |
| ۸       | ۸          | «چاه»                | جاناتان فریکس   | Monica Owusu-Breen                  | ۱۹ نوامبر ۲۰۱۳    | ۶٫۸۹                               |
| ۹       | ۹          | «تعمیرات»            | Billy Gierhart  | ماریسا تنچرون و جد ویدون            | ۲۶ نوامبر ۲۰۱۳    | ۹٫۶۹                               |
| ۱۰      | ۱۰         | «پل»                 | Holly Dale      | Shalisha Francis                    | ۱۰ دسامبر ۲۰۱۳    | ۶٫۱۱                               |
| ۱۱      | ۱۱         | «مکان جادویی»        | کوین هوکس       | Paul Zbyszewski & Brent Fletcher    | ۷ ژانویه ۲۰۱۴     | ۶٫۶۳                               |
| ۱۲      | ۱۲         | «دانه‌ها»             | Kenneth Fink    | Monica Owusu-Breen و جد ویدون       | ۱۴ ژانویه ۲۰۱۴    | ۶٫۳۷                               |
| ۱۳      | ۱۳         | «T.R.A.C.K.S.»       | Paul Edwards    | Lauren LeFranc & Rafe Judkins       | ۴ فوریه ۲۰۱۴      | ۶٫۶۲                               |
| ۱۴      | ۱۴         | «T.A.H.I.T.I.»       | Bobby Roth      | جفری بل                             | ۴ مارس ۲۰۱۴       | ۵٫۴۶                               |
| ۱۵      | ۱۵         | «مردان بله‌گو»        | John Terlesky   | Shalisha Francis                    | ۱۱ مارس ۲۰۱۴      | ۵٫۹۹                               |
| ۱۶      | ۱۶         | «پایان آغاز»         | Bobby Roth      | Paul Zbyszewski                     | ۱ آوریل ۲۰۱۴      | ۵٫۷۱                               |
| ۱۷      | ۱۷         | «بپیچ، بپیچ، بپیچ»   | Vincent Misiano | جد ویدون و ماریسا تنچرون            | ۸ آوریل ۲۰۱۴      | ۵٫۳۷                               |
| ۱۸      | ۱۸         | «مشیت»               | Milan Cheylov   | Brent Fletcher                      | ۱۵ آوریل ۲۰۱۴     | ۵٫۵۲                               |
| ۱۹      | ۱۹         | «تنها نور در تاریکی» | Vincent Misiano | Monica Owusu-Breen                  | ۲۲ آوریل ۲۰۱۴     | ۶٫۰۴                               |
| ۲۰      | ۲۰         | «هیچ چیز شخصی»       | Billy Gierhart  | Paul Zbyszewski & DJ Doyle          | ۲۹ آوریل ۲۰۱۴     | ۵٫۹۵                               |
| ۲۱      | ۲۱         | «نامرتب»             | روکسان داوسن    | جفری بل                             | ۶ مه ۲۰۱۴         | ۵٫۳۷                               |
| ۲۲      | ۲۲         | «شروع پایان»         | David Straiton  | ماریسا تنچرون و جد ویدون            | ۱۳ مه ۲۰۱۴        | ۵٫۴۵                               |

### فصل ۲ (۲۰۱۴–۲۰۱۵)
- داستان اصلی فصل دوم در رابطه با ناانسان‌ها (Inhumans) می‌باشد. اسکای در این فصل پدر و مادرش را پیدا می‌کند و مدتی با آنها زندگی می‌کند. در این فصل منطقه جدیدی به نام افترلایف معرفی می‌شود که ریاست این سرزمین بر عهده مادر اسکای می‌باشد و در آن فقط ناانسان‌ها زندگی می‌کنند.
- اسکای در این فصل نام اصلی خود را می‌فهمد و توانایی‌های ناانسانی خود را کسب می‌کند.
- یکی دیگر از مباحث اصلی این فصل پیدا کردن شهری است که نقشه آن شهر در ذهن کولسن تصور می‌شود و او را آزار می‌دهد.

| شم. کلی | شم. در فصل | عنوان                           | کارگردان         | نویسنده                              | تاریخ انتشار اصلی | ایالات متحده تعداد بیننده (میلیون) |
| ------- | ---------- | ------------------------------- | ---------------- | ------------------------------------ | ----------------- | ---------------------------------- |
| ۲۳      | ۱          | «سایه‌ها»                        | Vincent Misiano  | Jed Whedon & Maurissa Tancharoen     | ۲۳ سپتامبر ۲۰۱۴   | ۵٫۹۸                               |
| ۲۴      | ۲          | «سر سنگین است»                  | Jesse Bochco     | Paul Zbyszewski                      | ۳۰ سپتامبر ۲۰۱۴   | ۵٫۰۵                               |
| ۲۵      | ۳          | «دوست‌یابی و تأثیرگذاری بر مردم» | Bobby Roth       | Monica Owusu-Breen                   | ۷ اکتبر ۲۰۱۴      | ۴٫۴۷                               |
| ۲۶      | ۴          | «مواجهه با دشمنم»               | Kevin Tancharoen | Drew Z. Greenberg                    | ۱۴ اکتبر ۲۰۱۴     | ۴٫۷۰                               |
| ۲۷      | ۵          | «مرغی در خانهٔ گرگ»              | Holly Dale       | Brent Fletcher                       | ۲۱ اکتبر ۲۰۱۴     | ۴٫۳۶                               |
| ۲۸      | ۶          | «خانهٔ شکسته»                    | Ron Underwood    | Rafe Judkins & Lauren LeFranc        | ۲۸ اکتبر ۲۰۱۴     | ۴٫۴۴                               |
| ۲۹      | ۷          | «نوشته بر روی دیوار»            | Vincent Misiano  | Craig Titley                         | ۱۱ نوامبر ۲۰۱۴    | ۴٫۲۷                               |
| ۳۰      | ۸          | «چیزهایی که دفن می‌کنیم»         | Milan Cheylov    | DJ Doyle                             | ۱۸ نوامبر ۲۰۱۴    | ۴٫۵۸                               |
| ۳۱      | ۹          | «… شمایی که وارد اینجا می‌شوید»  | Billy Gierhart   | Paul Zbyszewski                      | ۲ دسامبر ۲۰۱۴     | ۵٫۳۶                               |
| ۳۲      | ۱۰         | «آنچه آنها می‌شوند»              | Michael Zinberg  | Jeffrey Bell                         | ۹ دسامبر ۲۰۱۴     | ۵٫۲۹                               |
| ۳۳      | ۱۱         | «پس لرزه‌ها»                     | Billy Gierhart   | Maurissa Tancharoen & Jed Whedon     | ۳ مارس ۲۰۱۵       | ۴٫۴۸                               |
| ۳۴      | ۱۲         | «تو واقعاً چه کسی هستی»          | Roxann Dawson    | Drew Z. Greenberg                    | ۱۰ مارس ۲۰۱۵      | ۳٫۸۰                               |
| ۳۵      | ۱۳         | «یکی از ما»                     | Kevin Tancharoen | Monica Owusu-Breen                   | ۱۷ مارس ۲۰۱۵      | ۴٫۳۴                               |
| ۳۶      | ۱۴         | «عشق به وقت هایدرا»             | Jesse Bochco     | Brent Fletcher                       | ۲۴ مارس ۲۰۱۵      | ۴٫۲۹                               |
| ۳۷      | ۱۵         | «یک در بسته می‌شود»              | David Solomon    | Lauren LeFranc & Rafe Judkins        | ۳۱ مارس ۲۰۱۵      | ۴٫۲۶                               |
| ۳۸      | ۱۶         | «زندگی پس از مرگ»               | Kevin Hooks      | Craig Titley                         | ۷ آوریل ۲۰۱۵      | ۴٫۲۴                               |
| ۳۹      | ۱۷         | «ملیندا»                        | Garry A. Brown   | DJ Doyle                             | ۱۴ آوریل ۲۰۱۵     | ۴٫۰۴                               |
| ۴۰      | ۱۸         | «دشمن دوست‌نمای دشمن من»         | Karen Gaviola    | Monica Owusu-Breen & Paul Zbyszewski | ۲۱ آوریل ۲۰۱۵     | ۴٫۴۵                               |
| ۴۱      | ۱۹         | «نیم دوجین کثیف»                | Kevin Tancharoen | Brent Fletcher & Drew Z. Greenberg   | ۲۸ آوریل ۲۰۱۵     | ۴٫۵۷                               |
| ۴۲      | ۲۰         | «جای زخم‌ها»                     | Bobby Roth       | Rafe Judkins & Lauren LeFranc        | ۵ مه ۲۰۱۵         | ۴٫۴۵                               |
| ۴۳۴۴    | ۲۱۲۲       | «S.O.S.»                        | Vincent Misiano  | Jeffrey Bell                         | ۱۲ مه ۲۰۱۵        | ۳٫۸۸                               |
| ۴۳۴۴    | ۲۱۲۲       | «S.O.S.»                        | Billy Gierhart   | Jed Whedon & Maurissa Tancharoen     | ۱۲ مه ۲۰۱۵        | ۳٫۸۸                               |

### فصل ۳ (۲۰۱۵–۲۰۱۶)
- داستان فصل سه با از بین بردن هایدرا و گم شدن جما سیمنز در سیاره‌ای دیگر دنبال می‌شود.
- ناانسان‌های باقی مانده نقش خود را در از بین بردن کندو پیدا می‌کنند.
- اسکای یا دیزی تحت تأثیر رابطهٔ خود با گرنت وارد و هد آف هایدرا قرار می‌گیرد.

| شم. کلی | شم. در فصل | عنوان                   | کارگردان         | نویسنده                           | تاریخ انتشار اصلی | ایالات متحده تعداد بیننده (میلیون) |
| ------- | ---------- | ----------------------- | ---------------- | --------------------------------- | ----------------- | ---------------------------------- |
| ۴۵      | ۱          | «قوانین طبیعت»          | Vincent Misiano  | Jed Whedon & Maurissa Tancharoen  | ۲۹ سپتامبر ۲۰۱۵   | ۴٫۹۰                               |
| ۴۶      | ۲          | «هدف در دستگاه»         | Kevin Tancharoen | DJ Doyle                          | ۶ اکتبر ۲۰۱۵      | ۴٫۳۲                               |
| ۴۷      | ۳          | «(نا) انسان تحت تعقیب»  | Garry A. Brown   | Monica Owusu-Breen                | ۱۳ اکتبر ۲۰۱۵     | ۳٫۷۴                               |
| ۴۸      | ۴          | «شیاطینی که می‌شناسی»    | Ron Underwood    | Paul Zbyszewski                   | ۲۰ اکتبر ۲۰۱۵     | ۳٫۸۵                               |
| ۴۹      | ۵          | «۴٬۷۲۲ ساعت»            | Jesse Bochco     | Craig Titley                      | ۲۷ اکتبر ۲۰۱۵     | ۳٫۸۱                               |
| ۵۰      | ۶          | «در میان ما پنهان…»     | Dwight Little    | Drew Z. Greenberg                 | ۳ نوامبر ۲۰۱۵     | ۳٫۸۴                               |
| ۵۱      | ۷          | «نظریه آشوب»            | David Solomon    | Lauren LeFranc                    | ۱۰ نوامبر ۲۰۱۵    | ۳٫۴۹                               |
| ۵۲      | ۸          | «سرهای زیاد، یک داستان» | Garry A. Brown   | Jed Whedon & DJ Doyle             | ۱۷ نوامبر ۲۰۱۵    | ۳٫۶۰                               |
| ۵۳      | ۹          | «انسداد»                | Kate Woods       | Brent Fletcher                    | ۱ دسامبر ۲۰۱۵     | ۳٫۸۴                               |
| ۵۴      | ۱۰         | «اراده»                 | Vincent Misiano  | Jeffrey Bell                      | ۸ دسامبر ۲۰۱۵     | ۳٫۸۵                               |
| ۵۵      | ۱۱         | «بازگشت قدرتمند»        | Ron Underwood    | Monica Owusu-Breen                | ۸ مارس ۲۰۱۶       | ۳٫۵۲                               |
| ۵۶      | ۱۲         | «مرد درونی»             | John Terlesky    | Craig Titley                      | ۱۵ مارس ۲۰۱۶      | ۲٫۹۴                               |
| ۵۷      | ۱۳         | «کلام آخر»              | Michael Zinberg  | Paul Zbyszewski                   | ۲۲ مارس ۲۰۱۶      | ۲٫۸۸                               |
| ۵۸      | ۱۴         | «سگ‌های نگهبان»          | Jesse Bochco     | Drew Z. Greenberg                 | ۲۹ مارس ۲۰۱۶      | ۳٫۲۰                               |
| ۵۹      | ۱۵         | «فضازمان»               | Kevin Tancharoen | Maurissa Tancharoen & Jed Whedon  | ۵ آوریل ۲۰۱۶      | ۲٫۸۱                               |
| ۶۰      | ۱۶         | «بهشت گمشده»            | Wendey Stanzler  | George Kitson & Sharla Oliver     | ۱۲ آوریل ۲۰۱۶     | ۳٫۰۱                               |
| ۶۱      | ۱۷         | «گروه»                  | Elodie Keene     | DJ Doyle                          | ۱۹ آوریل ۲۰۱۶     | ۲٫۸۵                               |
| ۶۲      | ۱۸         | «یکتایی»                | Garry A. Brown   | Lauren LeFranc                    | ۲۶ آوریل ۲۰۱۶     | ۳٫۲۲                               |
| ۶۳      | ۱۹         | «آزمایش‌های شکست خورده»  | Wendey Stanzler  | Brent Fletcher                    | ۳ مه ۲۰۱۶         | ۲٫۹۲                               |
| ۶۴      | ۲۰         | «رهایی»                 | Vincent Misiano  | Craig Titley                      | ۱۰ مه ۲۰۱۶        | ۲٫۹۳                               |
| ۶۵      | ۲۱         | «برائت»                 | Billy Gierhart   | Chris Dingess & Drew Z. Greenberg | ۱۷ مه ۲۰۱۶        | ۳٫۰۳                               |
| ۶۶      | ۲۲         | «صعود»                  | Kevin Tancharoen | Jed Whedon                        | ۱۷ مه ۲۰۱۶        | ۳٫۰۳                               |

### فصل ۴ (۲۰۱۶–۲۰۱۷)
- مبحث اصلی فصل چهارم با ورود شخصیت روح سوار (Ghost Rider) ادامه می‌یابد.
- دیگر نکته اصلی فصل چهار حضور رئیس جدید به جای فیلیپ جی کولسن در شیلد می‌باشد.
- دیزی خارج از شیلد به دنبال نجات ناانسان‌ها و سرکوب کردن دشمنان آن هاست.
- در بخش دوم فصل چهار جهان سریال در چارچوب طراحی شده توسط لئوپولد فیتز ادامه پیدا می‌کند و شخصیت ایدا پدید می‌آید.

| '  |    |                            |                    |                                  |                 |      |
| ۶۷ | ۱  | «روح»                      | Billy Gierhart     | Jed Whedon & Maurissa Tancharoen | ۲۰ سپتامبر ۲۰۱۶ | ۳٫۴۴ |
| ۶۸ | ۲  | «ملاقات با رئیس جدید»      | Vincent Misiano    | Drew Z. Greenberg                | ۲۷ سپتامبر ۲۰۱۶ | ۲٫۹۵ |
| ۶۹ | ۳  | «قیام»                     | Magnus Martens     | Craig Titley                     | ۱۱ اکتبر ۲۰۱۶   | ۲٫۶۸ |
| ۷۰ | ۴  | «بگذار کنار آتش تو بایستم» | Brad Turner        | Matt Owens                       | ۱۸ اکتبر ۲۰۱۶   | ۲٫۳۴ |
| ۷۱ | ۵  | «بازداشتگاه»               | Kate Woods         | Nora Zuckerman & Lilla Zuckerman | ۲۵ اکتبر ۲۰۱۶   | ۲٫۳۰ |
| ۷۲ | ۶  | «نیکوکار خوب»              | Billy Gierhart     | Jeffrey Bell                     | ۱ نوامبر ۲۰۱۶   | ۲٫۴۳ |
| ۷۳ | ۷  | «معامله با شیاطین ما»      | Jesse Bochco       | DJ Doyle                         | ۲۹ نوامبر ۲۰۱۶  | ۲٫۴۱ |
| ۷۴ | ۸  | «قوانین دینامیک دوزخ»      | Kevin Tancharoen   | Paul Zbyszewski                  | ۶ دسامبر ۲۰۱۶   | ۲٫۳۷ |
| '  |    |                            |                    |                                  |                 |      |
| ۷۵ | ۹  | «وعده‌های شکسته»            | Garry A. Brown     | Brent Fletcher                   | ۱۰ ژانویه ۲۰۱۷  | ۲٫۷۲ |
| ۷۶ | ۱۰ | «وطن‌پرست»                  | Kevin Tancharoen   | James C. Oliver & Sharla Oliver  | ۱۷ ژانویه ۲۰۱۷  | ۲٫۰۳ |
| ۷۷ | ۱۱ | «بیدار شوید»               | Jesse Bochco       | Drew Z. Greenberg                | ۲۴ ژانویه ۲۰۱۷  | ۲٫۰۰ |
| ۷۸ | ۱۲ | «سوپ سیب زمینی داغ»        | Nina Lopez-Corrado | Craig Titley                     | ۳۱ ژانویه ۲۰۱۷  | ۲٫۱۵ |
| ۷۹ | ۱۳ | «غرش»                      | Billy Gierhart     | Nora Zuckerman & Lilla Zuckerman | ۷ فوریه ۲۰۱۷    | ۲٫۰۸ |
| ۸۰ | ۱۴ | «مرد پشت شیلد»             | Wendey Stanzler    | Matt Owens                       | ۱۴ فوریه ۲۰۱۷   | ۲٫۱۳ |
| ۸۱ | ۱۵ | «خود کنترلی»               | Jed Whedon         | Jed Whedon                       | ۲۱ فوریه ۲۰۱۷   | ۲٫۰۱ |
| '  |    |                            |                    |                                  |                 |      |
| ۸۲ | ۱۶ | «چه می‌شد اگر…»             | Oz Scott           | DJ Doyle                         | ۴ آوریل ۲۰۱۷    | ۲٫۱۵ |
| ۸۳ | ۱۷ | «هویت و دگرگونی»           | Garry A. Brown     | George Kitson                    | ۱۱ آوریل ۲۰۱۷   | ۲٫۳۲ |
| ۸۴ | ۱۸ | «بدون پشیمانی»             | Eric Laneuville    | Paul Zbyszewski                  | ۱۸ آوریل ۲۰۱۷   | ۲٫۴۳ |
| ۸۵ | ۱۹ | «همه محافظان خانم»         | Billy Gierhart     | James C. Oliver & Sharla Oliver  | ۲۵ آوریل ۲۰۱۷   | ۲٫۱۵ |
| ۸۶ | ۲۰ | «خداحافظ، جهان بی رحم!»    | Vincent Misiano    | Brent Fletcher                   | ۲ مه ۲۰۱۷       | ۲٫۱۵ |
| ۸۷ | ۲۱ | «بازگشت»                   | Kevin Tancharoen   | Maurissa Tancharoen & Jed Whedon | ۹ مه ۲۰۱۷       | ۲٫۱۴ |
| ۸۸ | ۲۲ | «پایان جهان»               | Billy Gierhart     | Jeffrey Bell                     | ۱۶ مه ۲۰۱۷      | ۲٫۰۸ |

### فصل ۵ (۲۰۱۷–۲۰۱۸)
- بحث اصلی فصل پنجم با سفر آن‌ها به آینده شروع می‌شود.
- جهان تکه‌تکه شده و همهٔ انسان‌ها تحت کنترل کری‌ها (Kree) در جایی به نام فانوس (Lighthouse) زندگی می‌کنند. کری‌ها اقدام به خرید و فروش ناانسان‌های تعلیم یافته برای نبردهایشان می‌کنند.
- لئو فیتز که با بقیهٔ کارکترها به آینده سفر نکرده‌است توسط نیروهوایی آمریکا بازداشت می‌شود.
- بازگشت شخصیت لنس هانتر از جذابیت‌های فصل پنج به‌شمار می‌رود.
- شخصیت‌های روبی، ژنرال تالبوت و از جمله دیک شاو نقش‌های مهمتری در فصل پنجم ایفا می‌کنند.

| شم. کلی | شم. در فصل | عنوان                             | کارگردان                   | نویسنده                                         | تاریخ انتشار اصلی | ایالات متحده تعداد بیننده (میلیون) |
| ------- | ---------- | --------------------------------- | -------------------------- | ----------------------------------------------- | ----------------- | ---------------------------------- |
| ۸۹۹۰    | ۱۲         | «جهت‌یابی»                         | Jesse Bochco               | Jed Whedon & Maurissa Tancharoen                | ۱ دسامبر ۲۰۱۷     | ۲٫۵۴                               |
| ۸۹۹۰    | ۱۲         | «جهت‌یابی»                         | David Solomon              | DJ Doyle                                        | ۱ دسامبر ۲۰۱۷     | ۲٫۵۴                               |
| ۹۱      | ۳          | «زندگی سپری شده»                  | Kevin Hooks                | Nora Zuckerman & Lilla Zuckerman                | ۸ دسامبر ۲۰۱۷     | ۱٫۹۳                               |
| ۹۲      | ۴          | «زندگی به دست آمده»               | Stan Brooks                | Drew Z. Greenberg                               | ۱۵ دسامبر ۲۰۱۷    | ۱٫۸۴                               |
| ۹۳      | ۵          | «بازگشت به ابتدا»                 | Jesse Bochco               | Craig Titley                                    | ۲۲ دسامبر ۲۰۱۷    | ۲٫۴۰                               |
| ۹۴      | ۶          | «سرگرمی و بازی»                   | Clark Gregg                | Brent Fletcher                                  | ۵ ژانویه ۲۰۱۸     | ۲٫۴۹                               |
| ۹۵      | ۷          | «یا با هم یا اصلاً»                | Brad Turner                | Matt Owens                                      | ۱۲ ژانویه ۲۰۱۸    | ۲٫۳۱                               |
| ۹۶      | ۸          | «روز آخر»                         | Nina Lopez-Corrado         | James C. Oliver & Sharla Oliver                 | ۱۹ ژانویه ۲۰۱۸    | ۲٫۴۱                               |
| ۹۷      | ۹          | «بهترین طرح‌های گذاشته شده»        | Garry A. Brown             | George Kitson                                   | ۲۶ ژانویه ۲۰۱۸    | ۲٫۲۷                               |
| ۹۸      | ۱۰         | «زندگی گذشته»                     | Eric Laneuville            | DJ Doyle                                        | ۲ فوریه ۲۰۱۸      | ۲٫۲۲                               |
| ۹۹      | ۱۱         | «همه وسایل رفاهی خانه»            | Kate Woods                 | Drew Z. Greenberg                               | ۲ مارس ۲۰۱۸       | ۱٫۹۰                               |
| ۱۰۰     | ۱۲         | «معامله واقعی»                    | Kevin Tancharoen           | Jed Whedon & Maurissa Tancharoen & Jeffrey Bell | ۹ مارس ۲۰۱۸       | ۲٫۰۴                               |
| ۱۰۱     | ۱۳         | «اصول»                            | Brad Turner                | Craig Titley                                    | ۱۶ مارس ۲۰۱۸      | ۲٫۰۷                               |
| ۱۰۲     | ۱۴         | «مجتمع شیطان»                     | Nina Lopez-Corrado         | Matt Owens                                      | ۲۳ مارس ۲۰۱۸      | ۲٫۰۷                               |
| ۱۰۳     | ۱۵         | «برخیز و بدرخش»                   | Jesse Bochco               | Iden Baghdadchi                                 | ۳۰ مارس ۲۰۱۸      | ۱٫۸۸                               |
| ۱۰۴     | ۱۶         | «درون صداها»                      | Salli Richardson-Whitfield | Mark Leitner                                    | ۶ آوریل ۲۰۱۸      | ۲٫۰۸                               |
| ۱۰۵     | ۱۷         | «ماه عسل»                         | Garry A. Brown             | James C. Oliver & Sharla Oliver                 | ۱۳ آوریل ۲۰۱۸     | ۱٫۸۲                               |
| ۱۰۶     | ۱۸         | «همه جاده‌ها منجر به…»             | Jennifer Lynch             | George Kitson                                   | ۲۰ آوریل ۲۰۱۸     | ۱٫۶۷                               |
| ۱۰۷     | ۱۹         | «گزینه دو»                        | Kevin Tancharoen           | Nora Zuckerman & Lilla Zuckerman                | ۲۷ آوریل ۲۰۱۸     | ۱٫۶۸                               |
| ۱۰۸     | ۲۰         | «کسی که همه ما را نجات خواهد داد» | Cherie Gierhart            | Brent Fletcher                                  | ۴ مه ۲۰۱۸         | ۱٫۶۵                               |
| ۱۰۹     | ۲۱         | «نیروی جاذبه»                     | Kevin Tancharoen           | Drew Z. Greenberg & Craig Titley                | ۱۱ مه ۲۰۱۸        | ۱٫۹۴                               |
| ۱۱۰     | ۲۲         | «پایان»                           | Jed Whedon                 | Jed Whedon & Maurissa Tancharoen                | ۱۸ مه ۲۰۱۸        | ۱٫۸۸                               |

### فصل ۶ (۲۰۱۹)
- فصل ششم تحت تأثیر سفر به جهان موازی است که با هدف پیدا کردن لئو فیتز انجام می‌شود.
- در جهانی موازی لئو فیتز با ایناک (Enoc) کرونیکامی که به شیلد در فصل قبلی کمک می‌کرد برای رسیدن به آینده تلاش می‌کند.
- فیلیپ کولسن از جهانی موازی این بار به عنوان دشمن زمین حضور پیدا می‌کند.
- دیک شاو طی سال گذشته از شیلد خارج شده و با تکنولوژی‌هایی که از شیلد دزدیده‌است شرکت تجاری خود را تشکیل داده‌است.
- شخصیت منفی دیگر فصل ششم آیزل است که به دنبال روانه کردن مردم دنیای خود به زمین است.

| شم. کلی | شم. در فصل | عنوان                                       | کارگردان             | نویسنده                          | تاریخ انتشار اصلی | ایالات متحده تعداد بیننده (میلیون) |
| ------- | ---------- | ------------------------------------------- | -------------------- | -------------------------------- | ----------------- | ---------------------------------- |
| ۱۱۱     | ۱          | «Missing Pieces»                            | Clark Gregg          | Jed Whedon & Maurissa Tancharoen | ۱۰ مه ۲۰۱۹        | 2.31                               |
| ۱۱۲     | ۲          | «Window of Opportunity»                     | Kevin Tancharoen     | James C. Oliver & Sharla Oliver  | ۱۷ مه ۲۰۱۹        | 2.18                               |
| ۱۱۳     | ۳          | «Fear and Loathing on the Planet of Kitson» | Jesse Bochco         | Brent Fletcher & Craig Titley    | ۲۴ مه ۲۰۱۹        | 2.26                               |
| ۱۱۴     | ۴          | «Code Yellow»                               | Mark Kolpack         | Nora Zuckerman & Lilla Zuckerman | ۳۱ مه ۲۰۱۹        | 2.35                               |
| ۱۱۵     | ۵          | «The Other Thing»                           | Lou Diamond Phillips | George Kitson                    | ۱۴ ژوئن ۲۰۱۹      | 2.18                               |
| ۱۱۶     | ۶          | «Inescapable»                               | Jesse Bochco         | DJ Doyle                         | ۲۱ ژوئن ۲۰۱۹      | 2.12                               |
| ۱۱۷     | ۷          | «Toldja»                                    | Keith Potter         | Mark Leitner                     | ۲۸ ژوئن ۲۰۱۹      | 2.17                               |
| ۱۱۸     | ۸          | «Collision Course (Part I)»                 | Kristin Windell      | Jeffrey Bell & Craig Titley      | ۵ ژوئیه ۲۰۱۹      | 1.79                               |
| ۱۱۹     | ۹          | «Collision Course (Part II)»                | Sarah Boyd           | Iden Baghdadchi                  | ۱۲ ژوئیه ۲۰۱۹     | 2.30                               |
| ۱۲۰     | ۱۰         | «Leap»                                      | Garry A. Brown       | Drew Z. Greenberg                | ۱۹ ژوئیه ۲۰۱۹     | 2.38                               |
| ۱۲۱     | ۱۱         | «From the Ashes»                            | Jennifer Phang       | James C. Oliver & Sharla Oliver  | ۲۶ ژوئیه ۲۰۱۹     | 2.14                               |
| ۱۲۲     | ۱۲         | «The Sign»                                  | Nina Lopez-Corrado   | Nora Zuckerman & Lilla Zuckerman | ۲ اوت ۲۰۱۹        | 1.88                               |
| ۱۲۳     | ۱۳         | «New Life»                                  | Kevin Tancharoen     | Brent Fletcher & Jed Whedon      | ۲ اوت ۲۰۱۹        | 1.88                               |

### فصل ۷ (۲۰۲۰)
- کرونیکام‌ها که سیارهٔ خود را توسط حملهٔ آیزل از دست داده‌اند زمین را برای برپا کردن دنیای جدید خود برمی‌گزینند.
- این بار سفر به گذشته و بی فایده کردن تلاش کرونیکام‌ها برای از بین بردن شیلد در گذشته بحث اصلی سریال است.
- فیلیپ کولسن این بار یک ال‌ام‌دی است و به تیم شیلد برای هدفشان کمک می‌کند.
- دنیل سوسا همکار ایجنت کارتر از شخصیت‌های اضافه شده به این فصل است.
- جما سیمنز و لئو فیتز باری دیگر برای اینکه کرونیکام‌ها تفکراتشان را در اختیار دارند مجبور به ترک یکدیگر می‌شوند.

| شم. کلی | شم. در فصل | عنوان                                                | کارگردان             | نویسنده                                                                         | تاریخ انتشار اصلی | ایالات متحده تعداد بیننده (میلیون) |
| ------- | ---------- | ---------------------------------------------------- | -------------------- | ------------------------------------------------------------------------------- | ----------------- | ---------------------------------- |
| ۱۲۴     | ۱          | «The New Deal»                                       | Kevin Tancharoen     | George Kitson                                                                   | ۲۷ مه ۲۰۲۰        | 1.82                               |
| ۱۲۵     | ۲          | «Know Your Onions»                                   | Eric Laneuville      | Craig Titley                                                                    | ۳ ژوئن ۲۰۲۰       | 1.50                               |
| ۱۲۶     | ۳          | «Alien Commies from the Future!»                     | Nina Lopez-Corrado   | Nora Zuckerman & Lilla Zuckerman                                                | ۱۰ ژوئن ۲۰۲۰      | 1.57                               |
| ۱۲۷     | ۴          | «Out of the Past»                                    | Garry A. Brown       | Mark Leitner                                                                    | ۱۷ ژوئن ۲۰۲۰      | 1.40                               |
| ۱۲۸     | ۵          | «A Trout in the Milk»                                | Stan Brooks          | Iden Baghdadchi                                                                 | ۲۴ ژوئن ۲۰۲۰      | 1.37                               |
| ۱۲۹     | ۶          | «Adapt or Die»                                       | Aprill Winney        | DJ Doyle                                                                        | ۱ ژوئیه ۲۰۲۰      | 1.32                               |
| ۱۳۰     | ۷          | «The Totally Excellent Adventures of Mack and The D» | Jesse Bochco         | Brent Fletcher                                                                  | ۸ ژوئیه ۲۰۲۰      | 1.39                               |
| ۱۳۱     | ۸          | «After, Before»                                      | Eli Gonda            | James C. Oliver & Sharla Oliver                                                 | ۱۵ ژوئیه ۲۰۲۰     | 1.38                               |
| ۱۳۲     | ۹          | «As I Have Always Been»                              | Elizabeth Henstridge | Drew Z. Greenberg                                                               | ۲۲ ژوئیه ۲۰۲۰     | 1.28                               |
| ۱۳۳     | ۱۰         | «Stolen»                                             | Garry A. Brown       | داستان : Mark Linehan Bruner نمایشنامۀ تلویزیونی : George Kitson & Mark Leitner | ۲۹ ژوئیه ۲۰۲۰     | 1.30                               |
| ۱۳۴     | ۱۱         | «Brand New Day»                                      | Keith Potter         | Chris Freyer                                                                    | ۵ اوت ۲۰۲۰        | 1.25                               |
| ۱۳۵     | ۱۲         | «The End Is at Hand»                                 | Chris Cheramie       | Jeffrey Bell                                                                    | ۱۲ اوت ۲۰۲۰       | 1.46                               |
| ۱۳۶     | ۱۳         | «What We're Fighting For»                            | Kevin Tancharoen     | Jed Whedon                                                                      | ۱۲ اوت ۲۰۲۰       | 1.46                               |